# Najafshahr
Najafshahr (farsi نجف‌شهر) è una città dello shahrestān di Sirjan, circoscrizione Centrale, nella provincia di Kerman. Aveva, nel 2006, una popolazione di 6.768 abitanti. 